# Hit Records
Hit Records је хрватска дискографска кућа основана 2003. године у Загребу. Предузеће се бави услугом издавања и снимања звучних записа.  Hit Records је члан Међународне федерације фонографске индустрије, која представља музичку индустрију широм света са око 1.400 чланова у 66 земаља и повезаним индустријским удружењима у 45 земаља.
Компанија има студио за снимање у својим просторијама. Студио Hit Records настао је из потребе да издавачка кућа пружи адекватну подршку својим уметницима. Студио је опремљен најсавременијом и најквалитетнијом опремом за снимање и обраду звука. На сајту можете пронаћи комплетан списак опреме која се налази у студију, као и уметнике који су свој глас препустили стручњацима за снимање.

## Актуелни извођачи
Тони Цетински, ИТД бенд, Иван Зак, Здравко Чолић, Неда Украден, Халид Бешлић, Хари Мата Хари, Тоше Проески, Прљаво казалиште, Калиопи, Дорис Драговић, Зорица Конџа, Санди Ценов, Џенан Лончаревић, Жељко Самарџић, Харис Џиновић, Саша Матић, Учитељице, Алка Вуица, Кристијан Рахимовски, Весна Писаровић и многи други. 